# Hotchkiss Anjou
O Hotchkiss Anjou foi um sedã de luxo oferecido entre 1950 e 1954, pela marca automotiva francesa Hotchkiss et Cie. Esta empresa era uma tradicional produtora de armas e carros de combate do século XIX e XX.